# 加勒比军团
加勒比军团（西班牙語：Legión del Caribe）是一个由拉丁美洲进步领导人、流亡者和革命者组成的组织，活跃于1947年—1950年。该组织的目标是推翻中美洲和加勒比地区各国的独裁政权，并建立民主政府。
该组织的成员来自大多数拉丁美洲国家，其中最多来自多米尼加。该组织公开宣称多米尼加独裁者拉斐尔·特鲁希略和哥斯达黎加的特奥多罗·皮卡多政权是其打击目标。
该组织曾于1947年和1949年两次试图进攻多米尼加，均以失败告终（菲德尔·卡斯特罗参加了1947年该组织的行动）。不过，他们在1948年的哥斯达黎加内战中成功推翻该国政府。